# Orgue de Cardona
L'orgue de Cardona va ser construït l'any 1948 per l'Organeria Espanyola. L'orgue es va portar a Cardona (Bages) l'any 1965, provinent de Santpedor, propietat de la família Jorba.
El monumental orgue barroc, que presidia una de les capelles laterals de la parròquia, va ser destruït durant la Guerra Civil Espanyola. Més tard, durant la postguerra, l'any 1965, mossèn Josep Maria Casafont i un grup de cardonins van engegar una campanya per adquirir l'orgue de la família Jorba de Manresa. Aquest orgue estava ubicat a la seva capella privada de Santpedor, i es va traslladar a Cardona fins a l'actualitat.
Està format per dos teclats amb 56 notes cadascun. També hi ha un pedaler amb 30 notes i tots els acoblaments, amb un total de 552 tubs i 17 canonges que s'accionen per mitjà d'electrovàlvules. La consola disposa d'un sistema de multi-contactes elèctrics que són accionats mecànicament mitjançant les tecles.
Al 2019, després de diverses reparacions parcials, les connexions de la seva consola es troben en un estat de deteriorament força important. La parròquia de Cardona, amb la col·laboració de diverses entitats de la vila, ha impulsat una campanya per a la restauració de l'orgue de l'església parroquial, que comprendrà diferents actes i iniciatives al llarg d'aquest any.